# Jordan Benn
Pour les articles homonymes, voir Benn.
Phillip Jordan Ellis Benn, dit Jordie Benn, (né le 26 juillet 1987 à Victoria dans la province de Colombie-Britannique au Canada) est un joueur professionnel canadien de hockey sur glace. Il évolue au poste de défenseur. Il est le frère du joueur de hockey professionnel Jamie Benn.

## Biographie
Après avoir joué quatre saisons dans la Ligue de hockey de la Colombie-Britannique avec l'équipe des Salsa/Grizzlies de Victoria, Jordie Benn joue sa première saison professionnelle en 2008-2009 pour les Salmon Kings de Victoria de l'ECHL puis joue la saison suivante pour les Americans d'Allen de la Ligue centrale de hockey. Jamais repêché par une équipe de la Ligue nationale de hockey, il est invité au camp d'entraînement des Stars de Dallas puis est assigné aux Stars du Texas, club-école de Dallas dans la Ligue américaine de hockey. Le 3 janvier 2012, il joue son premier match dans la LNH contre les Red Wings de Détroit, jouant aux côtés de son frère Jamie. Au cours de ce même match, il récolte son premier point en étant crédité d'une aide avec son frère sur un but de Loui Eriksson.
Le 27 février 2017, il est échangé aux Canadiens de Montréal en retour de Greg Pateryn et d'un choix de 4e tour en 2017.
Le 1er juillet 2019, après plus de deux ans avec les Canadiens, par volonté de retourner dans son coin natal, il accepte un contrat de deux ans pour un total de 4 millions de dollars américains avec les Canucks de Vancouver.

## Statistiques
| Saison     | Équipe                   | Ligue       |     | Saison régulière | Saison régulière | Saison régulière | Saison régulière | Saison régulière |   | Séries éliminatoires | Séries éliminatoires | Séries éliminatoires | Séries éliminatoires | Séries éliminatoires |
| Saison     | Équipe                   | Ligue       | PJ  | B                | A                | Pts              | Pun              | PJ               | B | A                    | Pts                  | Pun                  |                      |                      |
| 2003-2004  | Panthers de Peninsula    | VIJHL       | 9   | 2                | 3                | 5                | 2                | -                | - | -                    | -                    | -                    |                      |                      |
| 2004-2005  | Panthers de Peninsula    | VIJHL       | 45  | 5                | 21               | 26               | 35               | -                | - | -                    | -                    | -                    |                      |                      |
| 2004-2005  | Salsa de Victoria        | LHCB        | 4   | 0                | 1                | 1                | 6                | 1                | 0 | 0                    | 0                    | 2                    |                      |                      |
| 2005-2006  | Salsa de Victoria        | LHCB        | 55  | 5                | 20               | 25               | 61               | 16               | 1 | 5                    | 6                    | 6                    |                      |                      |
| 2006-2007  | Grizzlies de Victoria    | LHCB        | 53  | 4                | 37               | 41               | 62               | 11               | 1 | 7                    | 8                    | 22                   |                      |                      |
| 2007-2008  | Grizzlies de Victoria    | LHCB        | 60  | 15               | 32               | 47               | 78               | 11               | 2 | 8                    | 10                   | 8                    |                      |                      |
| 2008-2009  | Salmon Kings de Victoria | ECHL        | 55  | 1                | 11               | 12               | 26               | 3                | 0 | 0                    | 0                    | 0                    |                      |                      |
| 2009-2010  | Americans d'Allen        | LCH         | 45  | 9                | 9                | 18               | 55               | 20               | 2 | 9                    | 11                   | 12                   |                      |                      |
| 2010-2011  | Stars du Texas           | LAH         | 60  | 2                | 10               | 12               | 39               | 1                | 0 | 0                    | 0                    | 0                    |                      |                      |
| 2011-2012  | Stars du Texas           | LAH         | 62  | 9                | 23               | 32               | 33               | -                | - | -                    | -                    | -                    |                      |                      |
| 2011-2012  | Stars de Dallas          | LNH         | 3   | 0                | 2                | 2                | 0                | -                | - | -                    | -                    | -                    |                      |                      |
| 2012-2013  | Stars du Texas           | LAH         | 43  | 7                | 14               | 21               | 33               | 7                | 0 | 2                    | 2                    | 10                   |                      |                      |
| 2012-2013  | Stars de Dallas          | LNH         | 26  | 1                | 5                | 6                | 10               | -                | - | -                    | -                    | -                    |                      |                      |
| 2013-2014  | Stars de Dallas          | LNH         | 78  | 3                | 17               | 20               | 30               | 6                | 0 | 3                    | 3                    | 2                    |                      |                      |
| 2014-2015  | Stars de Dallas          | LNH         | 73  | 2                | 14               | 16               | 34               | -                | - | -                    | -                    | -                    |                      |                      |
| 2015-2016  | Stars de Dallas          | LNH         | 64  | 3                | 9                | 12               | 21               | 1                | 0 | 0                    | 0                    | 4                    |                      |                      |
| 2016-2017  | Stars de Dallas          | LNH         | 58  | 2                | 13               | 15               | 24               | -                | - | -                    | -                    | -                    |                      |                      |
| 2016-2017  | Canadiens de Montréal    | LNH         | 13  | 2                | 0                | 2                | 4                | 6                | 0 | 0                    | 0                    | 6                    |                      |                      |
| 2017-2018  | Canadiens de Montréal    | LNH         | 77  | 4                | 11               | 15               | 34               | -                | - | -                    | -                    | -                    |                      |                      |
| 2018-2019  | Canadiens de Montréal    | LNH         | 81  | 5                | 17               | 22               | 39               | -                | - | -                    | -                    | -                    |                      |                      |
| 2019-2020  | Canucks de Vancouver     | LNH         | 44  | 1                | 6                | 7                | 17               | 7                | 0 | 0                    | 0                    | 0                    |                      |                      |
| 2020-2021  | Canucks de Vancouver     | LNH         | 31  | 1                | 8                | 9                | 9                | -                | - | -                    | -                    | -                    |                      |                      |
| 2020-2021  | Jets de Winnipeg         | LNH         | 8   | 0                | 1                | 1                | 2                | 3                | 0 | 1                    | 1                    | 0                    |                      |                      |
| 2021-2022  | Wild du Minnesota        | LNH         | 39  | 1                | 7                | 8                | 10               | -                | - | -                    | -                    | -                    |                      |                      |
| 2022-2023  | Maple Leafs de Toronto   | LNH         | 12  | 1                | 1                | 2                | 12               | -                | - | -                    | -                    | -                    |                      |                      |
| 2022-2023  | Marlies de Toronto       | LAH         | 23  | 2                | 4                | 6                | 14               | 7                | 0 | 3                    | 3                    | 0                    |                      |                      |
| 2023-2024  | Brynäs IF                | Allsvenskan | 39  | 3                | 19               | 22               | 16               | 13               | 1 | 6                    | 7                    | 10                   |                      |                      |
| Totaux LNH | Totaux LNH               | Totaux LNH  | 607 | 26               | 111              | 137              | 244              | 23               | 0 | 4                    | 4                    | 12                   |                      |                      |